# Mitsubachi Monogatari: Minashigo Hutch
Mitsubachi Monogatari Minashigo Hutch (昆虫物語 みなしごハッチ Konchū Monogatari: Minashigo Hatchi?, lit. 'Una historia de bichos: Hutch del huérfano') también conocida como Las aventuras de José Miel o La abeja Hutch, es un anime japonés producido por Tatsunoko Production. Trata sobre las aventuras de una abejita llamada Hutch, quien es hijo de la abeja reina. Hutch es separado de su madre durante un ataque de avispas. Él después busca a su madre en medio de un ambiente hostil.
Se transmitió en varios países de Europa y América, y fue reeditada durante la década de 1990 por Saban Entertainment. Una secuela, La nueva abeja Hutch o Las nuevas aventuras de la abeja Hutch, de 26 episodios, fue producida en 1974. La serie original fue rehecha en 1989 bajo el mismo título japonés Minashigo Hutch.
La serie original de 1971 es notable por sus guiones tristes y crueles. En muchos episodios, Hutch se hace amigo de un insecto, sólo para ver a su nuevo amigo morir de una forma violenta y dolorosa. En un episodio por ejemplo, se hizo amigo de una abeja hembra que perdió a sus hermanos y hermanas ante un ejército de avispas. La nueva versión de 1989, sin embargo, contó con nuevos episodios y una historia mucho más alegre por completo. El 31 de julio de 2010, se hizo una versión en forma de película, titulada Konchū Monogatari: Mitsubachi Hutch: Yūki no Melody.

## Voces
| Voz              | Personaje                  |
| ---------------- | -------------------------- |
| Toshiko Maeda    | Narrador                   |
| Yoko Kuri        | José Miel (Hutch)          |
| Yoshiko Yamamoto | Aya (Hermana de José Miel) |
| Haruko Kitahama  | reina abeja                |
| Terashima        | Tía de José Miel (Hutch)   |
| Shozo Lizuka     | Tío Kamakichi (Mantis)     |

| Voz             | Personaje                  |
| --------------- | -------------------------- |
| Toshiko Maeda   | Narrador                   |
| Yoko Kuri       | José Miel (Hutch)          |
| Michiko Nomura  | Aya (Hermana de José Miel) |
| Haruko Kitahama | reina abeja                |

| Voz                | Personaje                       |
| ------------------ | ------------------------------- |
| Toshiko Maeda      | Narrador                        |
| Hitomi Ishikawa    | José Miel (Hutch)               |
| Michiko Nomura     | Aya (Hermana de José Miel)      |
| Yoshiko Sakakibara | reina abeja                     |
| Ryuji Saika        | escarabajo de tierra (cocinero) |

| Voz            | Personaje              |
| -------------- | ---------------------- |
| Ayaka Saito    | José Miel (Hutch)      |
| Narumi Yasuda  | reina abeja            |
| Shido Nakamura | Tío Kamakichi (Mantis) |

## Capítulos
| #  | Episodio                                                                  | Fecha original           |
| -- | ------------------------------------------------------------------------- | ------------------------ |
| 01 | "Make runa hacchi" (負けるなハッチ)                                       | 7 de abril de 1970       |
| 02 | "Ike ike hacchi" (行け行けハッチ)                                         | 14 de abril de 1970      |
| 03 | "Kanashi ki taiketsu" (悲しき対決)                                        | 21 de abril de 1970      |
| 04 | "Samuraiari no shūgeki" (サムライアリの襲撃)                              | 28 de abril de 1970      |
| 05 | El ángel feo "Tobe yominikuki tenshi" (飛べよみにくき天使)                | 5 de mayo de 1970        |
| 06 | "Naku na hacchi" (泣くなハッチ)                                           | 12 de mayo de 1970       |
| 07 | Se, mi bebe "Mama to yobi taino" (ママと呼びたいの)                       | 19 de mayo de 1970       |
| 08 | "Kizu darakeno barerina" (傷だらけのバレリーナ)                           | 26 de mayo de 1970       |
| 09 | "Tatakae yowamushi yarō (mae)" (闘え弱虫野郎（前）)                       | 2 de junio de 1970       |
| 10 | "闘え弱虫野郎（後）" (Tatakae yowamushi yarō (nochi))                     | 9 de junio de 1970       |
| 11 | "坊や泣かないで" (Bōya naka naide)                                        | 14 de junio de 1970      |
| 12 | "Yasashiki mayu musume" (やさしき繭娘)                                    | 23 de junio de 1970      |
| 13 | "Tōka yoitsumademo" (灯火よいつまでも)                                    | 30 de junio de 1970      |
| 14 | "Namida koraete" (涙こらえて)                                             | 7 de julio de 1970       |
| 15 | "Hana no mitsubachi musume" (花のミツバチ娘)                              | 14 de julio de 1970      |
| 16 | "Hanazono no abarenbō" (花園の暴れん坊)                                   | 21 de julio de 1970      |
| 17 | "Yūyake ni naru kane" (夕焼けに鳴る鐘)                                    | 28 de julio de 1970      |
| 18 | "Meguriaino komoriuta" (めぐりあいの子守唄)                               | 2 de agosto de 1970      |
| 19 | "Warumono janainda" (悪者じゃないんだ)                                    | 11 de agosto de 1970     |
| 20 | "Dai bora taishō no bōken" (大ぼら大将の冒険)                             | 18 de agosto de 1970     |
| 21 | "Hani no tsurugi" (ハニーの剣)                                            | 25 de agosto de 1970     |
| 22 | "Nikushimi yosayōnara" (憎しみよさようなら)                               | 1 de septiembre de 1970  |
| 23 | "Garasu no nakano mama" (ガラスの中のママ)                                | 8 de septiembre de 1970  |
| 24 | "Umi wo mita kagerō" (海を見たカゲロウ)                                   | 15 de septiembre de 1970 |
| 25 | "Rō hei suzumebachi" (老兵スズメバチ)                                     | 22 de septiembre de 1970 |
| 26 | "Suzu mushi hamō naka nai" (スズ虫はもう鳴かない)                         | 29 de septiembre de 1970 |
| 27 | "Nusuma reta ōji" (盗まれた王子)                                          | 6 de octubre de 1970     |
| 28 | "Naku na arin" (鳴くなアーリン)                                           | 13 de octubre de 1970    |
| 29 | "Kono sora nodokokani" (この空のどこかに)                                 | 20 de octubre de 1970    |
| 30 | "Taiyō no mama" (太陽のママ)                                              | 27 de octubre de 1970    |
| 31 | "Hiroi sekai ga yon deiru" (広い世界が呼んでいる)                         | 3 de noviembre de 1970   |
| 32 | "Hitoribocchino kuma ō" (ひとりぼっちの熊王)                              | 10 de noviembre de 1970  |
| 33 | "Honoo no nakano inochi" (炎の中のいのち)                                 | 17 de noviembre de 1970  |
| 34 | "Eikō no ari tsuka (mae)" (栄光のアリ塚（前）)                            | 24 de noviembre de 1970  |
| 35 | "Eikō no ari tsuka (nochi)" (栄光のアリ塚（後）)                          | 1 de diciembre de 1970   |
| 36 | "Ai no konsato" (愛のコンサート)                                          | 8 de diciembre de 1970   |
| 37 | "Sayonara kodomotachi" (さよなら子供達)                                   | 15 de diciembre de 1970  |
| 38 | "Yuzuri ha no uta" (ゆずり葉の歌)                                         | 22 de diciembre de 1970  |
| 39 | El amor de un hijo "Papa to mama no shinjitsu" (パパとママの真実)         | 29 de diciembre de 1970  |
| 40 | "Yūki womotte tachiaga re" (勇気をもって立ち上がれ)                       | 5 de enero de 1971       |
| 41 | "Jūnihiki no kodomotachi" (十二匹の子供達)                                | 12 de enero de 1971      |
| 42 | "Soredemo tobu nda" (それでも飛ぶんだ)                                    | 19 de enero de 1971      |
| 43 | "Kanashimi ha mama dake" (悲しみはママだけ)                               | 26 de enero de 1971      |
| 44 | "Ame noo tama ga ike" (雨のお玉が池)                                      | 2 de febrero de 1971     |
| 45 | "Arashi no nakano yūjō" (嵐の中の友情)                                    | 9 de febrero de 1971     |
| 46 | Ayuda del cielo "Tobe yo hacchi" (飛べよハッチ)                           | 14 de febrero de 1971    |
| 47 | "Bokujō no shiro" (牧場の城)                                              | 23 de febrero de 1971    |
| 48 | El chivo expiatorio "Yami ni hikaru namida" (闇に光る涙)                  | 2 de marzo de 1971       |
| 49 | "Yuki yama nokanatani" (雪山のかなたに)                                   | 9 de marzo de 1971       |
| 50 | "Mori no ninja mushi (mae)" (森の忍者虫（前）)                            | 16 de marzo de 1971      |
| 51 | "Mori no ninja mushi (nochi)" (森の忍者虫（後）)                          | 23 de marzo de 1971      |
| 52 | "Yō in no mushi yarō" (陽陰の虫野郎)                                      | 30 de marzo de 1971      |
| 53 | "Ma no mushikui kusa" (魔の虫食い草)                                      | 6 de abril de 1971       |
| 54 | Cruzando el océano "Mama ha umi no kanata ni" (ママは海の彼方に)          | 13 de abril de 1971      |
| 55 | La araña voladora "Hitoribocchino sanbiki" (ひとりぼっちの三匹)           | 20 de abril de 1971      |
| 56 | La tarántula de un ojo "Yuki yama no taiyō" (雪山の太陽)                  | 28 de abril de 1971      |
| 57 | El arullo inolvidable "Minami no kuni no komoriuta" (南の国の子守唄)      | 4 de mayo de 1971        |
| 58 | "Chichi no hoshi. haha no hoshi" (父の星・母の星)                         | 11 de mayo de 1971       |
| 59 | "Kanashi i yūjō" (悲しい友情)                                             | 18 de mayo de 1971       |
| 60 | "Taikai no ichiyō" (大海の一葉)                                           | 26 de mayo de 1971       |
| 61 | "Utsukushi ki seimei" (美しき生命)                                        | 1 de junio de 1971       |
| 62 | "Shiawase ha mama no negai" (幸せはママの願い)                            | 8 de junio de 1971       |
| 63 | "Sokonuke sanbiki no mushi yarō" (底抜け三匹の虫野郎)                     | 14 de junio de 1971      |
| 64 | "Mō hitori no mama" (もう一人のママ)                                      | 22 de junio de 1971      |
| 65 | "Moe ro asayake" (燃えろ朝焼け)                                           | 29 de junio de 1971      |
| 66 | "Kanashi ki boshi kusa" (悲しき母子草)                                    | 6 de julio de 1971       |
| 67 | "Itsuwarino hanazono" (いつわりの花園)                                    | 13 de julio de 1971      |
| 68 | El vampiro "Maboroshino kyūketsuki" (まぼろしの吸血鬼)                    | 20 de julio de 1971      |
| 69 | "Ai no uragiri mono" (愛の裏切り者)                                       | 27 de julio de 1971      |
| 70 | La guerra de las arañas "Utsukushi kiikenie" (美しきいけにえ)             | 3 de agosto de 1971      |
| 71 | "Ai no taiketsu" (愛の対決)                                               | 10 de agosto de 1971     |
| 72 | "Hacchi kokyō ni kaeru" (ハッチ故郷に帰る)                                | 17 de agosto de 1971     |
| 73 | La hermana de José "Yūyake no kyōdai" (夕焼けの兄妹)                      | 24 de agosto de 1971     |
| 74 | No me olvides "Wasure na kusa ni negai wokomete" (忘れな草に願いをこめて) | 31 de agosto de 1971     |
| 75 | "Ai ha tatakai no hate ni" (愛は戦いの果てに)                             | 7 de septiembre de 1971  |
| 76 | El llamado de la naturaleza "Mori ha yon deiru" (森は呼んでいる)          | 14 de septiembre de 1971 |
| 77 | "Habatake oyako chō" (はばたけ親子蝶)                                     | 21 de septiembre de 1971 |
| 78 | "Shino ike karano dasshutsu" (死の池からの脱出)                           | 28 de septiembre de 1971 |
| 79 | "Kagayake ru seimei" (輝ける生命)                                         | 5 de octubre de 1971     |
| 80 | "Papa hahitoribocchi" (パパはひとりぼっち)                                | 12 de octubre de 1971    |
| 81 | "炎の中のママ" (Papa hahitoribocchi)                                      | 19 de octubre de 1971    |
| 82 | "Namida no naka dearigatō" (涙の中でありがとう)                           | 26 de octubre de 1971    |
| 83 | "Tobe! mama wo shinji te" (飛べ!ママを信じて)                             | 2 de noviembre de 1971   |
| 84 | "Gohiki no suzumebachi yarō" (五匹のスズメバチ野郎)                       | 9 de noviembre de 1971   |
| 85 | "Ikari no ya" (怒りの矢)                                                  | 16 de noviembre de 1971  |
| 86 | "Hacchi nitsuduke" (ハッチにつづけ)                                       | 23 de noviembre de 1971  |
| 87 | "Takumashiki haha no ai" (たくましき母の愛)                               | 30 de noviembre de 1971  |
| 88 | "Mama ha namida nokanatani (mae)" (ママは涙のかなたに（前）)              | 7 de diciembre de 1971   |
| 89 | "Mama ha namida nokanatani (nochi)" (ママは涙のかなたに（後）)            | 14 de diciembre de 1971  |
| 90 | "Mama ni daka rete (mae)" (ママに抱かれて（前）)                          | 21 de diciembre de 1971  |
| 91 | "Mama ni daka rete (nochi)" (ママに抱かれて（後）)                        | 28 de diciembre de 1971  |